# Het Bretoense broertje
Het Bretoense broertje is het honderdvijftigste stripverhaal uit de reeks van Suske en Wiske. Het scenario was deze keer weer geschreven door Willy Vandersteen, de oorspronkelijke bedenker van de serie. Het is grotendeels getekend door Paul Geerts.
Van 24 mei 1982 tot en met 1 oktober 1982 werd het verhaal gepubliceerd in De Standaard en Het Nieuwsblad. De eerste albumuitgave in de Vierkleurenreeks was in februari 1983, met nummer 192.

## Locaties
- Normandische en Bretoense kust, Bretagne, Honfleur met haven, restaurant Ferme St. Siméon en radartoren, Mont Saint-Michel, het eiland Arzur, verzonken vissersdorp, het Verboden Hunebed, de ruïne van de vesting van koning Arthur en de grot van Merlijn

## Personages
- Suske, Wiske met Schanulleke, tante Sidonia, Lambik, Jerom, professor Barabas, kantoorchef van de kindertelefoon, de crimineel Jatter, politieagent, schilder, visser, Noormannen, Triphine en andere feeën, bewoners van het verzonken dorp, wilde zeestier, Yannig, de tovenaar Merlijn

## Uitvindingen
Een computer van professor Barabas waarmee informatie van schilderijen worden opgevraagd

## Het verhaal
Tante Sidonia hoort ’s nachts een geheimzinnige stem uit de telefoon. Suske en Wiske denken dat tante heeft gedroomd, maar de telefoonrekening bewijst dat er inderdaad gebeld wordt. Als een medewerkster van de kindertelefoon langskomt vertelt deze dat iemand die zich Schanulleke noemt radeloos naar de lijn heeft gebeld, waarop tante Sidonia in de lach schiet en de lappenpop laat zien. 
Lambik wordt gebeld door een antiquair van wie hij het schilderij van een Bretoense visser heeft gekocht, dat hij Sidonia cadeau heeft gedaan. De antiquair vertelt dat het schilderij betoverd is en Lambik gaat naar Sidonia's huis. Daar blijkt dat Schanulleke inderdaad leeft. Ze vertelt wat er is gebeurd: de Bretoense visser kroop op een nacht uit zijn lijst en vertelde dat hij ooit betoverd is als straf voor een drama op zee. Eenmaal per jaar komt hij tot leven om een goede daad te doen. Dit doet hij deze keer door Schanulleke het leven te schenken. 
Schanulleke voelt zich eenzaam en wil een broertje. Tante Sidonia belooft een pop te maken, naar het model van de Bretoense visser. De volgende ochtend is het popje af, maar Schanulleke is nog niet tevreden omdat hij niet leeft. Jerom komt langs en de vrienden besluiten professor Barabas te bellen om hem om hulp te vragen. Op weg naar de professor botsen de vrienden op een auto die wordt achtervolgd door politieagenten, maar de crimineel kan ontsnappen. Als professor Barabas het schilderij ondervraagt, blijkt dat Lambik door het auto-ongeluk last heeft van plotseling slaapwandelen; hij valt steeds in slaap en verdraait alle spreekwoorden. 
De vrienden krijgen via Barabas' computer aanwijzingen over het geheim om poppen tot leven te wekken: in het Franse dorpje Honfleur heeft Lucine, de eigenaresse van een kaartenwinkel, een kaart van een eiland voor de kust van Bretagne in haar bezit. Op dat eiland bevindt zich het betreffende geheim. Dan blijkt dat Jatter ook alles heeft gehoord, hij wil zelf het geheim als eerste ontdekken om er rijk van te worden. De vrienden vertrekken onmiddellijk naar Honfleur, om Jatter voor te zijn. In Honfleur aangekomen gaan de vrienden op zoek naar de kaartenwinkel van Lucine, maar tante Sidonia hoort van een schilder dat de vrouw al jaren dood is en dat de kaartenwinkel werd afgebroken. Op het terrein werd de radartoren aan de haven gebouwd. Jerom verzamelt al zijn kracht en tilt de radartoren op, zodat de vrienden de kelder kunnen onderzoeken.
Jatter blijkt al in de kelder te zijn en hij houdt de vrienden onder schot, maar ze weten hem te overmeesteren. Suske vindt de kaart. De kaart maakt melding van Arzur, een eiland voor de kust van Bretagne. De vrienden passeren Mont Saint-Michel, waar Lambik alweer in een gevaarlijke situatie belandt door zijn acute slaapwandelen. Jerom brengt Lambik opnieuw naar een dokter en hij wordt ter observatie opgenomen. Tante Sidonia wil een boot kopen om naar het eiland Arzur te varen, maar een lokale visser vertelt dat het eiland helemaal niet bestaat. Een legende vertelt dat koning Arthur er met zijn ridders van de Ronde Tafel verbleef, maar niemand heeft het eiland ooit gezien. Om Wiske en Schanulleke niet teleur te stellen koopt tante Sidonia toch de boot en de vrienden gaan op zoek naar het eiland. In een mistbank wordt de boot vernield en de vrienden bereiken op brokstukken de kust van een eiland, dat Arzur blijkt te zijn.
Op Arzur zien Suske, Wiske, Schanulleke en Sidonia hoe vliegende feeën worden aangevallen door twee Noormannen. Ze komen de feeën te hulp en verjagen de Noormannen. Het feetje laat zien dat de geschiedenis van het eiland in de rotsen werd uitgehakt door Bretoense beeldhouwers. Koning Arthur kwam met zijn ridders van de Ronde Tafel en vestigde zich op het eiland, de tovenaar Merlijn was zijn raadsman. Gwinevere, de koningin, was verdrietig omdat ze geen kinderen had en zij maakte de hele dag poppen. Koning Arthur liet zijn schatten in een dolmen verbergen, want hij moest met Gwinevere en zijn ridders naar Engeland om oorlog te voeren. De poppen van Gwinevere werden door Merlijn tot leven gewekt om de schat te bewaken. De toverstaf van Merlijn staat boven op een enorme menhir bij de zee. 
De vrienden worden voorgesteld aan de andere feetjes die bij de feeënpoel in kleine dolmens wonen en ze mogen overnachten in een oude vissershut. Schanulleke wil niet langer wachten en besluit 's nachts zelf met haar broertje naar de toverstaf te gaan. Als de bliksem inslaat valt Schanulleke met de toverstaf naar beneden, ze kan nog net door Suske worden gered. De toverstaf is echter in de zee gevallen en een feetje vertelt dat er een vissersdorp ligt. Toen er een springvloed dreigde, weigerden de bewoners het dorp te verlaten en ze verdwenen met hun huizen in de zee. De bewoners kunnen onder water ademen door rode kapmantels die ze van een fee hebben gekregen. 
De feetjes hebben één kapmantel opgevist, en Suske besluit met deze kapmantel op zoek te gaan naar de toverstaf. De feetjes waarschuwen dat een wilde zeestier het verzonken dorp bewaakt. In het verzonken dorp vraagt Suske de bewoners of ze de toverstaf van Merlijn hebben gezien en hij wordt naar de molen gestuurd. Suske vindt de toverstaf en kan aan de wilde zeestier ontkomen. De feetjes zijn blij dat de toverstaf terug is en beloven bij volle maan het broertje van Schanulleke tot leven te wekken. Het popje wordt Yannig genoemd en wordt voorgesteld aan alle vrienden. Dan hoort tante Sidonia een geluid en ze gaat samen met Triphine op onderzoek bij het Verboden Hunebed. Ze zien hoe verkenners van de Noormannen de grot van Merlijn en de ruïne van de vesting van koning Arthur vinden. Tante Sidonia verjaagt de verkenners en gaat terug naar haar vrienden. Ze ontdekt dat Wiske erg jaloers is op de aandacht die het nieuwe vriendje van Schanulleke krijgt. Yannig redt Schanulleke van de aanval van een meeuw en de twee poppetjes gaan samen wandelen, waarna Wiske weer jaloers wordt. Een tijdje later komt Schanulleke verdrietig terug bij Wiske, samen gaan ze naar Yannig die hen vertelt dat hij verliefd is op Triphine en met het feetje wil trouwen.
Tante Sidonia gaat alleen terug naar het Verboden Hunebed en weet alsnog in het hunebed te komen. Daar ontmoet ze Merlijn, die zich hier blijkt schuil te houden. Merlijn vertelt dat hij genoeg had van het toveren en daarom trok hij zich terug. Als Merlijn het verhaal van tante Sidonia heeft gehoord, vertelt hij dat bij de drie menhirs een boot verborgen is. Hierna vertrekt hij naar een andere schuilplaats, waar hij weer in alle rust kan leven. 
Suske ontdekt dat de Noormannen de boot stukslaan en waarschuwt zijn vrienden. De feetjes raken in paniek; juist nu slaat de klok, die eenmaal per jaar slaat, en de poort van de schatkamer zal zich dan openen. De enige manier om de Noormannen te verslaan is ze te bekogelen met glazen bollen. Als ze hierdoor geraakt worden, zullen ze veranderen in stenen rotsblokken. Met doedelzakken schieten de vrienden de glazen bollen op het aanstormende leger en beschermen de ruïne en de grot.
Enkele Noormannen kunnen de grot toch betreden en ontdekken een grot met goud en een grot met edelstenen. De mannen gaan ook naar de derde grot, waar parels liggen, maar de klok slaat door toedoen van Yannig voor de derde maal. De Noormannen worden in de grot opgesloten en veranderen ook in rotsblokken. Als de vrienden in het nauw gedreven worden, worden ze gered door Lambik die inmiddels weer hersteld is en Jerom. Schanulleke springt voor Wiske als deze bijna wordt geraakt door een pijl van een achtergebleven Noorman. Schanulleke besluit weer vriendschap te sluiten met Yannig en Triphine, omdat ze inziet dat jaloezie niet goed is. 
De vrienden blijven nog even op het eiland om bij het huwelijk mee te maken en vertrekken dan stilletjes. Tante Sidonia vertelt dat ze nog veel meer popjes zoals Yannig heeft gemaakt en deze heeft ze ook op het eiland achtergelaten. De feetjes kunnen deze poppen ook tot leven wekken en zo zullen er nog vele huwelijken volgen. Wiske ontdekt op de boot dat Schanulleke niet meer leeft; de betovering van de visser was maar tijdelijk. Wiske is blij dat ze haar popje nu weer gewoon kan vertroetelen.

## Achtergronden bij het verhaal
- Mont Saint Michel staat op de Werelderfgoedlijst van UNESCO, het eiland speelt een belangrijke rol in Het verloren zwaard.
- Het thema van Schanulleke die tot leven wordt gewekt was al gebruikt in een aantal eerdere verhalen (Bibbergoud, De sterrenplukkers, De dulle griet, De poppenpakker).